# Paraliterna
Paraliterna is een geslacht van halfvleugeligen uit de familie schuimcicaden (Cercopidae). De wetenschappelijke naam van dit geslacht is voor het eerst geldig gepubliceerd in 1949 door Lallemand.

## Soorten
Het geslacht Paraliterna omvat de volgende soorten:
- Paraliterna apicalis (Lallemand, 1939)
- Paraliterna malayana (Lallemand, 1930)